# Shimoni
Shimoni est une ville portuaire située à l'extrême-sud de la côte Kenyane, proche de la frontière avec la Tanzanie, ouverte sur l'Océan Indien.

## Description et histoire

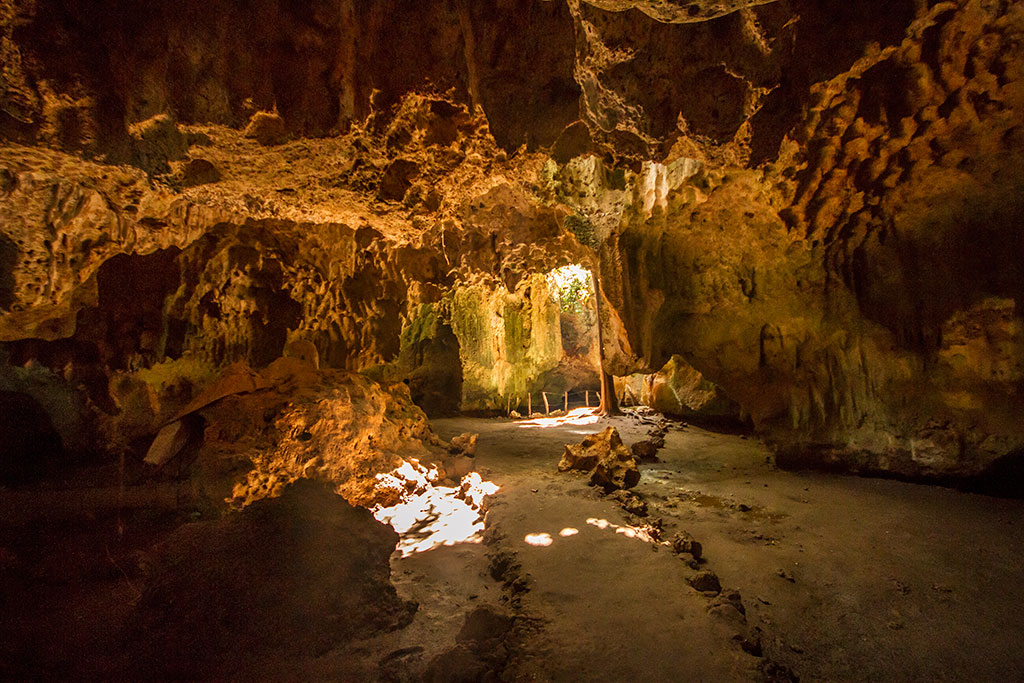
Les caves aux esclaves, utilisées jusqu'au XIXe siècle, sont aujourd'hui un monument touristique.

La ville, ancien centre de culture swahilie, a connu un apogée entre la Renaissance et la XVIIIe siècle grâce au commerce d'esclaves : elle dispose encore d'un complexe de ruines d'habitations et surtout de l'ancienne prison d'esclaves, devenus sites touristiques.
Le port sert encore pour l'export du dioxyde de titane.
Shimoni est également le point de départ vers l'île Wasini voisine, au sud du village.

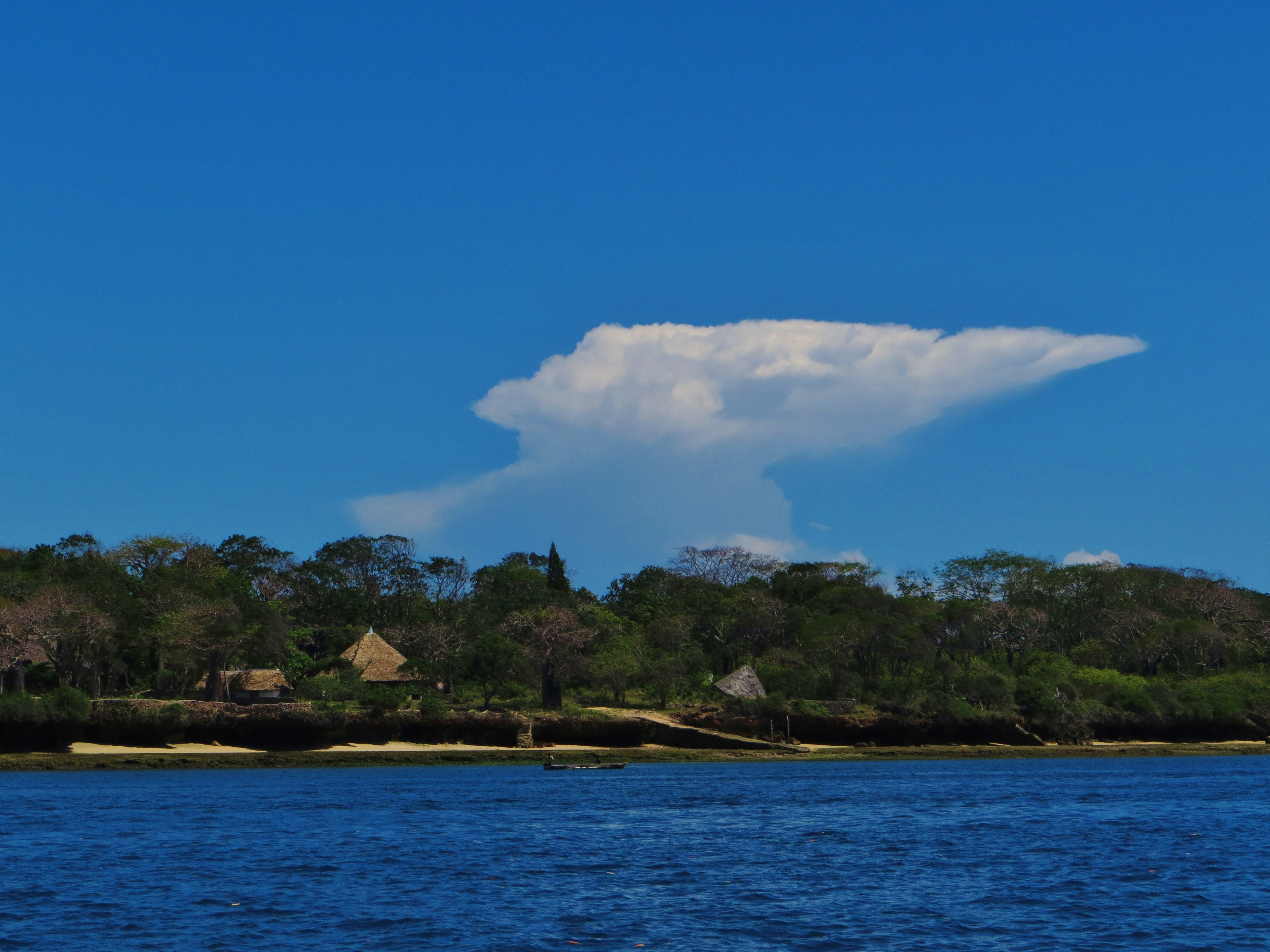
Littoral de Shimoni.
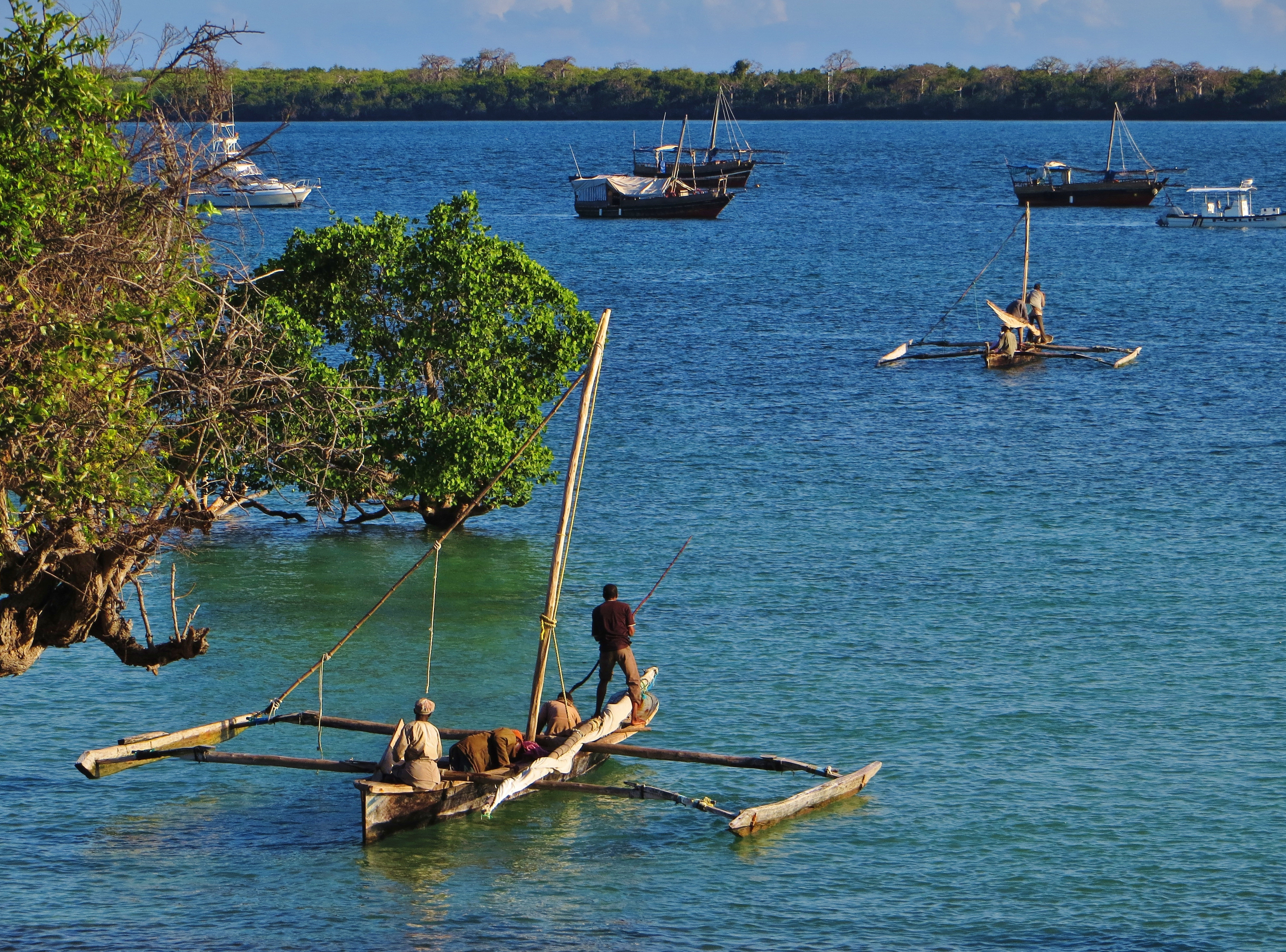
Pêcheurs traditionnels.
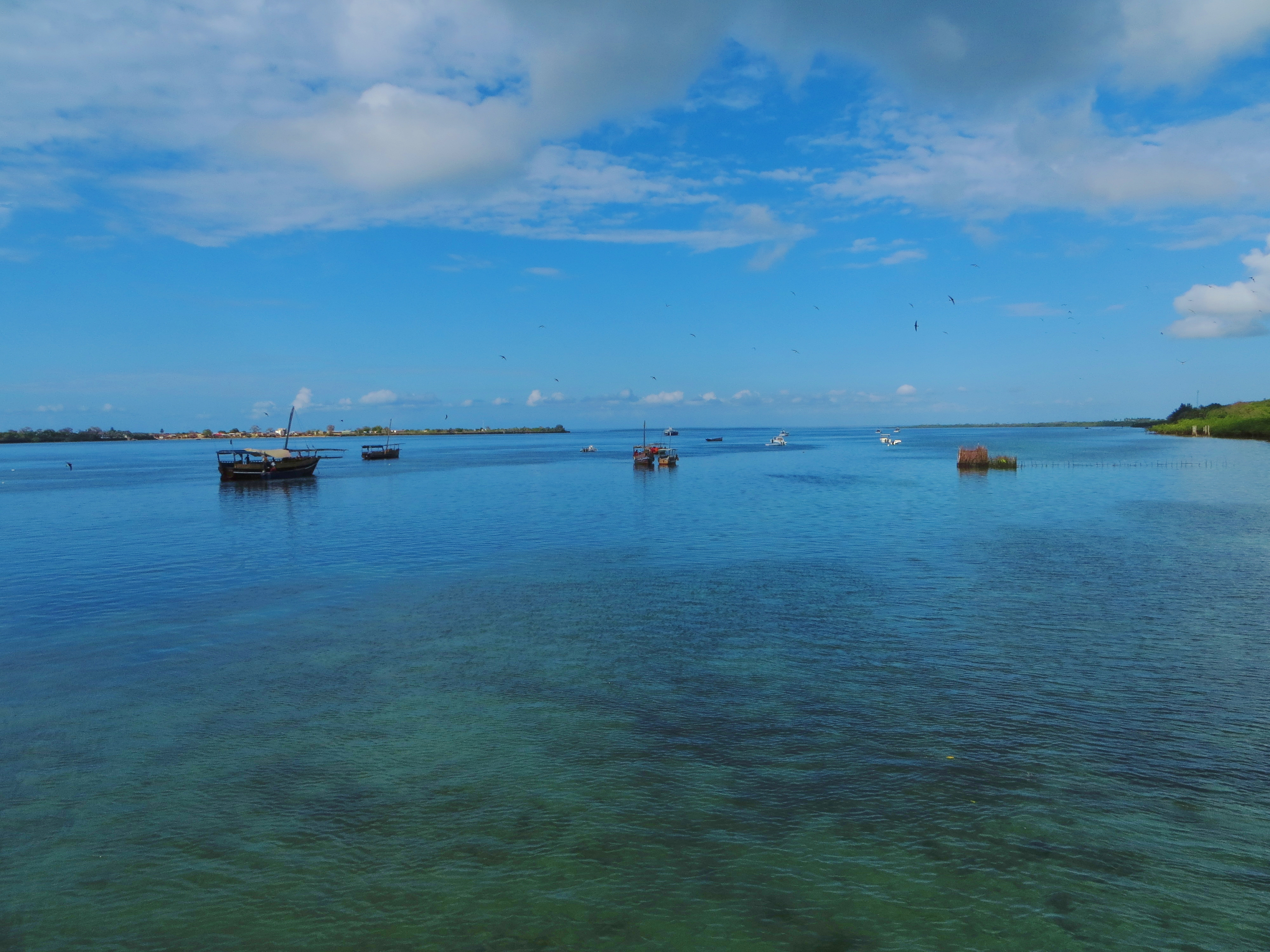
La vue sur la mer depuis Shimoni, avec Wasini en face.